# Sekaiichi Happy na Onna no Ko
Singles de Cute
Momoiro Sparkling
(2011) Kimi wa Jitensha Watashi wa Densha de Kitaku
(2012)
Singles par Berryz Kōbō x Cute (Berikyū)
Amazuppai Haru ni Sakura Saku
(2011)
 Sekaiichi Happy na Onna no Ko  (世界一HAPPYな女の子) ("La fille la plus heureuse du monde") est le 17e single "major" et 23e single au total du groupe de J-pop Cute, sorti le 7 septembre 2011 au Japon sur le label zetima, écrit et produit par Tsunku.
Il atteint la 6e place du classement de l'oricon. Sortent aussi deux éditions limitées du single, notées "A" et "B", avec des pochettes différentes, contenant chacune un DVD différent en supplément. Le single sort également une semaine après en version "single V" (DVD), contenant le clip vidéo de la chanson-titre, son making of, et une version alternative.
La chanson-titre figurera sur l'album Dai Nana Shō Utsukushikutte Gomen ne de 2012.

## Membres
- Maimi Yajima
- Saki Nakajima
- Airi Suzuki
- Chisato Okai
- Mai Hagiwara

## Titres
Single CD
1. Sekaiichi Happy na Onna no Ko (世界一HAPPYな女の子?)
2. Idai na Chikara wo! (偉大な力を?)
3. Sekaiichi Happy na Onna no Ko (instrumental) (世界一HAPPYな女の子...?)

DVD de l'édition limitée "A"
1. Sekaiichi Happy na Onna no Ko (Dance Shot Ver.) (世界一HAPPYな女の子...?)

DVD de l'édition limitée "B"
1. Sekaiichi Happy na Onna no Ko (Color Box Ver.) (世界一HAPPYな女の子...?)

Single V (DVD)
1. Sekaiichi Happy na Onna no Ko (世界一HAPPYな女の子?) (clip vidéo)
2. Sekaiichi Happy na Onna no Ko (Close-up Ver.) (世界一HAPPYな女の子...?)
3. Making Eizō (メイキング映像?) (making of)

DVD de l"édition "Event V"
1. Sekaiichi HAPPY na Onna no Ko (Yajima Maimi Solo Ver.) (世界一HAPPYな女の子)
2. Sekaiichi HAPPY na Onna no Ko (Nakajima Saki Solo Ver.) (世界一HAPPYな女の子)
3. Sekaiichi HAPPY na Onna no Ko (Suzuki Airi Solo Ver.) (世界一HAPPYな女の子)
4. Sekaiichi HAPPY na Onna no Ko (Okai Chisato Solo Ver.) (世界一HAPPYな女の子)
5. Sekaiichi HAPPY na Onna no Ko (Hagiwara Mai Solo Ver.) (世界一HAPPYな女の子)